# Luigi Spaventa
Luigi Spaventa (Roma, 5 marzo 1934 – Roma, 6 gennaio 2013) è stato un economista e politico italiano.

## Biografia
Figlio di Renato Spaventa, che fu stretto collaboratore dell'allora ministro delle finanze Alberto de' Stefani, si laureò all'Università degli Studi di Roma "La Sapienza" nel 1957.
È stato professore ordinario di economia politica presso la facoltà di giurisprudenza dell'Università di Perugia e presso la Facoltà di Scienze Statistiche dell'Università degli Studi di Roma "La Sapienza". Nel 1964, 1970-1972 e 1973-1974 è consulente al ministero del Bilancio e della Programmazione economica (in questi periodi retto da Antonio Giolitti). Nel 1976 è eletto deputato alla Camera, come indipendente nelle liste del Partito Comunista Italiano, e aderisce al gruppo degli Indipendenti di sinistra. Riconfermato nel 1979, resta a Montecitorio fino al 1983, quando torna all'università come professore. Durante il suo primo mandato si distingue tra le altre cose per essere, in linea col PCI, un oppositore dello SME (Sistema Monetario Europeo).
Nel 1988 viene nominato dal Governo De Mita Presidente del Comitato scientifico-consultivo sulla gestione del debito pubblico istituito dal ministro del tesoro Giuliano Amato. Nel 1989 sempre il Governo De Mita lo nomina titolare della cattedra intitolata a Luigi Einaudi presso l'Università Cornell negli Stati Uniti, cattedra creata nel 1986 con fondi principalmente dello Stato Italiano stesso.
Viene nominato Ministro del bilancio e della programmazione economica del Governo Ciampi, su indicazione del Presidente del Consiglio Carlo Azeglio Ciampi stesso dal 28 aprile 1993 al 10 maggio 1994. Alla fine del febbraio del 1994 si candida alle elezioni politiche del 1994 nelle file del Partito Democratico della Sinistra, affrontando Silvio Berlusconi nel collegio elettorale uninominale di Roma I, uscendone sconfitto.
Nel 1997, a seguito di un contrasto accesosi in seno al Partito Democratico della Sinistra senese che non riesce a trovare l'accordo sulla nomina, Spaventa viene nominato Presidente del Monte dei Paschi, grazie ad una mediazione da parte del Ministro del tesoro del Governo Prodi I, Carlo Azeglio Ciampi, e del Segretario del PDS Massimo D'Alema.
Nel 1998, sempre su indicazione del ministro Ciampi, viene nominato dal presidente del consiglio Romano Prodi a presidente della Consob, l'autorità che controlla il funzionamento della Borsa valori italiana. Vi resta sino alla fine del mandato, a giugno 2003.
Nel 2006 diviene presidente di Capitalia Asset Management, la società della banca Capitalia che si occupa del risparmio gestito.
È stato presidente del gruppo finanziario Sator, fondato da Matteo Arpe, ex Banca di Roma.
Nel 2008 viene nominato presidente del Consiglio di sorveglianza di MTS Group, la società che gestisce la piattaforma elettronica della Borsa italiana ed è posseduta principalmente dalla Borsa Italiana stessa.
Nel 1981 ha fondato insieme a Giorgio Ruffolo e Antonio Pedone il CER-Centro Europa Ricerche, centro studi di economia applicata. 
È editorialista di la Repubblica e Corriere della Sera.
Muore nel 2013, all'età di 78 anni, dopo una lunga malattia.

## Incarichi parlamentari
- VII Legislatura
  - membro della VI commissione finanza e tesoro (5 luglio 1976 - 19 giugno 1979)
- VIII Legislatura
  - membro della VI commissione finanze e tesoro (11 luglio 1979 - 11 luglio 1983)
  - membro della commissione parlamentare per il parere al governo sulle norme delegate relative alla riforma tributaria (18 marzo 1980 - 11 luglio 1983)

## Opere
- Guest lectures in economics. Twenty lectures delivered in English at professor G. U. Papi's seminar, Institute of economics and public finance, Faculty of law, University of Rome, 1956-1961, a cura di e con Elizabeth Henderson, Milano, Giuffrè, 1962.
- Nuovi problemi di sviluppo economico, a cura di, Torino, Boringhieri, 1962.
- L'impiego di modelli econometrici globali per la programmazione. Un bilancio critico, Milano, L'industria, 1965.
- La formazione dell'Italia industriale. Discussioni e ricerche, con Alexander Gerschenkron, Rosario Romeo, Luigi Dal Pane, Stefano Fenoaltea, Luciano Cafagna, Richard S. Eckaus, Dario Tosi e Renato Zangheri, Bari, Laterza, 1969.
- Il controllo dell'economia nel breve termine. Rapporto del gruppo di studio sui problemi di analisi economica e di politica economica a breve termine, con altri, Milano, Franco Angeli, 1970.
- Appunti di economia politica Roma, Bulzoni, 1971.
- Prefazione a Rupert Cornwell, Il banchiere di Dio Roberto Calvi, Roma-Bari, Laterza, 1983.
- High public debt. The Italian experience, a cura di e con Francesco Giavazzi, Cambridge, Cambridge University Press, 1988. ISBN 0-521-35635-0.
- La teoria dei giochi e la politica economica, a cura di, Bologna, Il mulino, 1989. ISBN 88-15-02436-0.
- The political economy of European monetary integration, New York, Cornell University, 1990.
- La difficile transizione verso l'Unione Monetaria Europea. Brescia, 11 dicembre 1991, Brescia, Fondazione Lucchini, 1991.
- La politica monetaria tra le due guerre, 1919-1935, a cura di e con Franco Cotula, Roma-Bari, Laterza, 1993. ISBN 88-420-4334-6.
- High yields. The spread on German interest rates, con Carlo Favero e Francesco Giavazzi, Milano, IGIER, 1996.
- Introduzione a Alberto de' Stefani, Quota 90. La rivalutazione della lira. 1926-1928, Torino-Roma, UTET libreria-Bancaria, 1998. ISBN 88-7750-437-4.
- Prefazione a Edmund S. Phelps, Premiare il lavoro. Come dare opportunità a chi rischia l'emarginazione, Roma-Bari, Laterza, 1999. ISBN 88-420-5790-8.
- Astuzia o virtù? Come accadde che l'Italia fu ammessa all'Unione monetaria, con Vincenzo Chiorazzo, Roma, DE, 2000. ISBN 88-7989-484-6.
- La Consob come autorità amministrativa indipendente; La recente evoluzione della Borsa: prospettive di ampliamento e sviluppo; Recenti progetti di cooperazione tra le organizzazioni borsistiche europee, audizioni parlamentari di, Roma, CONSOB, 2000.
- Introduzione a Charles R. Morris, Crack. Come siamo arrivati al collasso del mercato e cosa ci riserva il futuro, Roma, Elliot, 2008. ISBN 978-88-6192-070-5; 2009. ISBN 978-88-6192-097-2.